# کیلی، استونی
کیلی (به لاتین: Kiili) یک شهرک در استونی است که در دهستان کیلی واقع شده‌است. کیلی ۱٬۵۸۴ نفر جمعیت دارد.